# 祭丘ヒデユキ
祭丘 ヒデユキ（まつりおか ヒデユキ）は、日本の漫画家。主に成人向け漫画を描いている。他、『週刊ヤングマガジン』の増刊に短期集中連載、『チャンピオンRED』に読み切り、などがある。アフタヌーン四季賞（1994年・夏）出身。別名義に「新条高嶺」「祭丘日出雪」がある。

## 作品リスト

### 書籍
1. 『レ研 -神速レイパーども-』 （2000年10月発売、司書房〈ツカサコミックス〉、ISBN 4-8128-0479-5）
2. 『コングラッチュレイプ』 （2002年7月発売、晋遊舎〈晋遊舎コミックス〉、ISBN 4-88380-282-5）
3. 『シャングラッド神紀』 （2009年5月20日発売、秋田書店『チャンピオンRED』連載）- 読み切り → 連載5話完結
4. 『膣内の肉壁』 （2010年5月28日発行[1]、茜新社〈TENMA COMICS〉、ISBN 978-4-86349-158-8）
5. 『レ研 -コングラッチュレイパー』 （2011年9月26日発行[1]、茜新社〈TENMA COMIC〉、ISBN 978-4-86349-246-2）- レ研シリーズの続編
6. 『高感度クリトリV』 （2012年10月26日発行[1]〈同日発売[2]〉、茜新社〈TENMA COMICS〉、ISBN 978-4-86349-323-0）
7. 『超硬度びんびんクリボッキ』 （2018年4月28日発売[3]、リイド社〈SPコミックス クリベロンcomics 058〉、ISBN 978-4-8458-5308-3）

### 未書籍化作品
- 「聖ふぐり大学日本校 八王子キャンパス」 （新条高嶺名義、講談社『月刊アフタヌーン』1994年10月掲載）
- 「中学生日記Z」 （祭丘ヒデユキ名義、講談社『ヤングマガジン増刊赤BUTA』掲載読み切り、1996年11月1日発売 8号掲載）
- 「サンポ」 （祭丘ヒデユキ名義、講談社『ヤングマガジン増刊赤BUTA』掲載読み切り、1997年1月4日発売 9号掲載）
- 「鈴木大戦」 （祭丘日出雪名義、講談社『週刊ヤングマガジン』掲載読み切り、1997年4月28日発売 19号掲載）
- 「恭子ちゃんX」 （祭丘日出雪名義、講談社『週刊ヤングマガジン』1997年8月11日 - 1997年9月15日連載、全5話）
- 「マンマイマー」 （祭丘日出雪名義、講談社『ヤングマガジン増刊赤BUTA』No.19～20、『ヤングマガジン増刊青BUTA』No.4掲載）
- 「機動戦士ガンダム外伝 コロニーの落ちた地で… 連邦編」 第1話 - 第3話 （講談社『月刊マガジンZ』1999年9月号 - 11月号）
- 「強襲揚陸学園」 （角川書店『月刊少年エース』2002年3月号、8月号に掲載）
- 「水陸両用学園」 （角川書店『月刊少年エース』2003年2月号に掲載）
- 「富士山頂学園」 （角川書店『エース特濃』2003年 Vol.2から2004年月刊少年エース2月号増刊エース特濃で連載　全5話）
- 「忍ぷ～ハラム伝」 （秋田書店『チャンピオンRED』2009年7月号、読み切り）